# Joe Martin Stage Race (mannen)
De Joe Martin Stage Race is een meerdaagse wielerwedstrijd voor mannen in de Amerikaanse staat Arkansas.
De wedstrijd wordt sinds 1978 verreden, toen nog onder de naam Fayetteville Spring Classic. In 1989 kreeg de wedstrijd de huidige naam, ter ere van de wedstrijddirecteur die in dat jaar overleed. Er vindt ook jaarlijks een vrouweneditie plaats.
De wedstrijd is sinds 2015 gecategoriseerd als 2.2. Voorheen stond de wedstrijd te boek als een etappewedstrijd op nationaal niveau. De wedstrijd maakt, naast de UCI America Tour, al sinds 2001 deel uit van de USA Cycling Pro Racing Tour. In 2020 werd de wedstrijd niet verreden vanwege de coronapandemie. De edities van 2024 en 2025 vonden eveneens niet plaats.